# Гибни, Мэтью
Мэтью Гибни (англ. Matthew Gibney, 31 октября 1837 года, Ирландия — 22 июня 1925 года, Перт, Австралия) — католический прелат, епископ Перта с 1 ноября 1886 года по 14 июля 1910 год. Принял последнюю исповедь у известного бушрейнджера Неда Келли.

## Биография
В 1857 году Мэтью Гибни поступил в семинарию Всех Святых в Дублине. 14 июня 1863 года был рукоположён в священника, после чего служил в епархии Перта.
28 июня 1880 года Мэтью Гибни путешествовал на поезде из Бенналы в Олбери. Узнав, что бушрейнджер Нед Келли был тяжело ранен полицейскими во время штурма захваченного бандой Неда Келли отеля миссис Энн Джонс Клервомэн. Мэтью Гибни оставил поезд и отправился к раненному Неду Келли, чтобы принять у него последнюю исповедь.
28 сентября 1886 года Римский папа Лев XIII назначил Мэтью Гибни титулярным епископом Гиппоса и вспомогательным епископом Перта. 1 ноября 1886 года он был назначен епископом Перта. 23 января 1887 года состоялось рукоположение Мэтью Гибни в епископа, которое совершил архиепископ Сиднея кардинал Патрик Фрэнсис Моран в сослужении с епископом Виктории рудесиндо Сальвадо и епископом Аделаиды Кристофером Августином Рейнольдсом.
14 июля 1910 года Мэтью Гибни подал в отставку и в этот же день назначен титулярным епископом Баланеи.
Скончался 22 июня 1925 года в городе Перт, Австралия. Был захоронен в соборе Непорочного Зачатия Пресвятой Девы Марии в Перта.